# Санта-Роза-ду-Сул
Санта-Роза-ду-Сул (порт. Santa Rosa do Sul)  —  муниципалитет в Бразилии, входит в штат Санта-Катарина. Составная часть мезорегиона Юг штата Санта-Катарина. Входит в экономико-статистический  микрорегион Арарангуа. Население составляет 8 241 человек на 2006 год. Занимает площадь 150,299 км². Плотность населения — 54,4 чел./км².
Праздник города —  4 января.

## История
Город основан 4 января 1988 года.

## Статистика
- Валовой внутренний продукт на 2003 составляет 37.525.474,00 реалов (данные: Бразильский институт географии и статистики).
- Валовой внутренний продукт на душу населения на 2003 составляет 4.665,61 реалов (данные: Бразильский институт географии и статистики).
- Индекс развития человеческого потенциала на 2000 составляет 0,762 (данные: Программа развития ООН).

## География
Климат местности: субтропический.